# Rhipidia (Rhipidia) proctigerica
Rhipidia (Rhipidia) proctigerica is een tweevleugelige uit de familie steltmuggen (Limoniidae). De soort komt voor in het Neotropisch gebied.